# 馬達萊娜 (亞速爾群島)

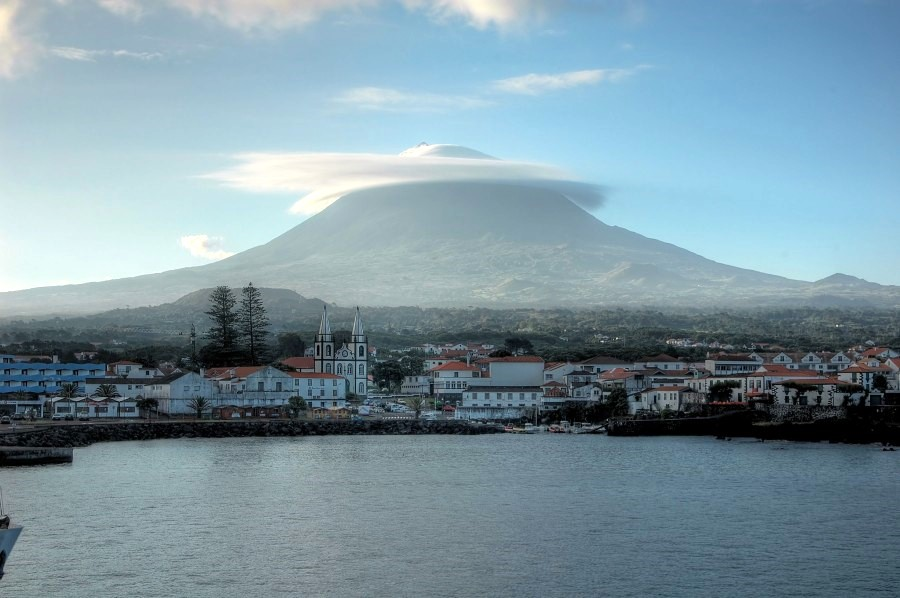

馬達萊娜（葡萄牙語：Madalena，葡萄牙語發音：[mɐðɐˈlenɐ] ⓘ）是葡萄牙的市镇，位於亞速爾群島的皮庫島，始建於1723年，面積149.08平方公里，海拔高度12米，2011年人口6,049，人口密度每平方公里40.58人。

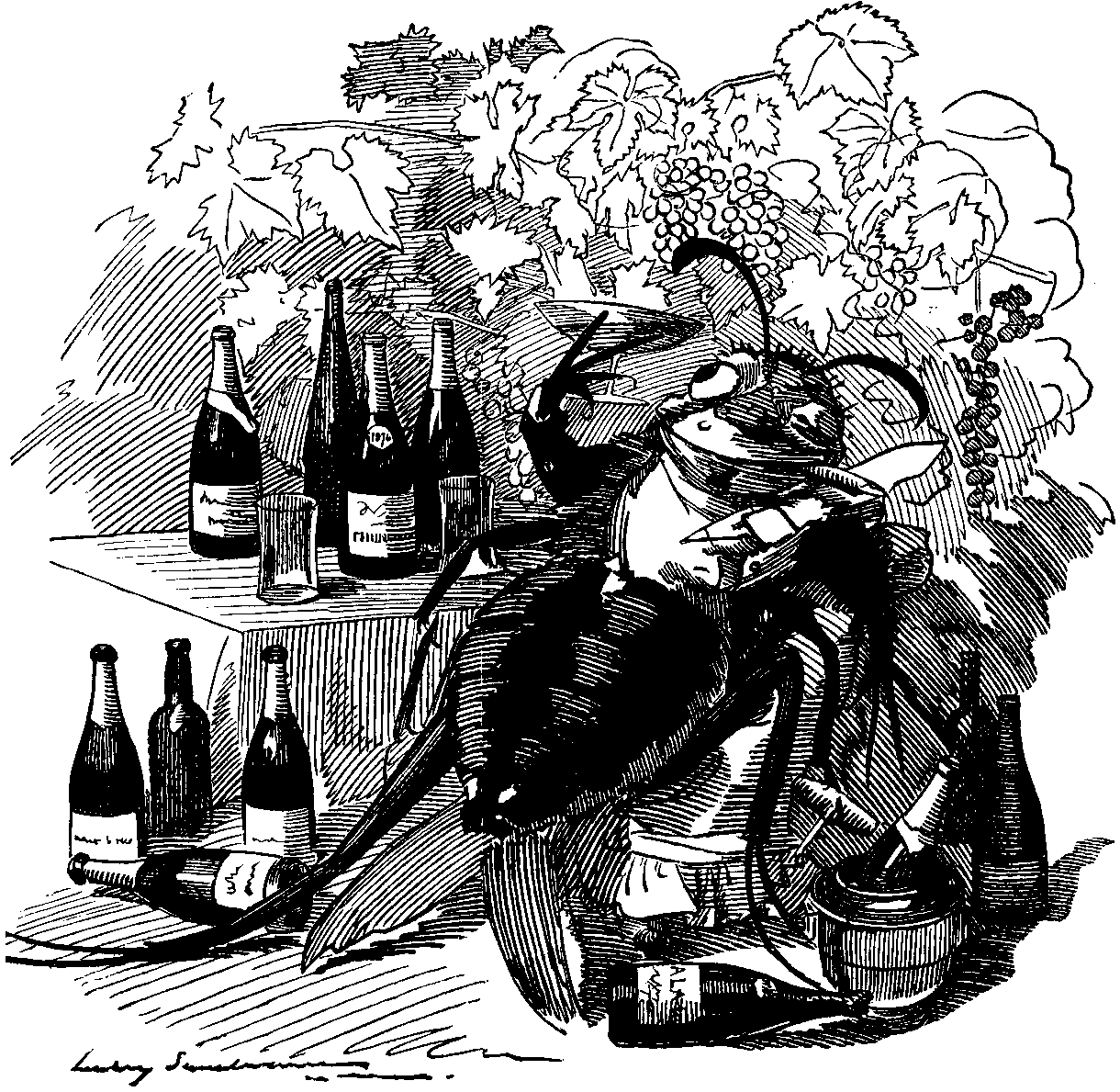

38°32′3″N 28°31′41″W / 38.53417°N 28.52806°W